# Pellenes montanus
Pellenes montanus là một loài nhện trong họ Salticidae.
Loài này thuộc chi Pellenes. Pellenes montanus được James Henry Emerton miêu tả năm 1894.